# Una farfalla nel cuore
Una farfalla nel cuore è un film TV prodotto in Italia nel 1999, diretto da Giuliana Gamba e con protagonista Claudia Pandolfi.

## Trama
La ventitreenne Lorenza Del Monte sta per laurearsi in architettura all'Università di Roma. Bella, decisa, brillante, Lorenza è la pupilla di suo padre Mario, architetto di fama internazionale. Sua madre Elisabetta da anni assiste impotente allo spegnersi del proprio matrimonio. Il suo fidanzato Riccardo, trentenne avvocato, la ama ma non sa aiutarla a prendere decisioni. Una sera Lorenza esce con la sua migliore amica Laura, che viene scippata da due extracomunitari che fuggono in motorino. Con una reazione istintiva le due si lanciano in uno spericolato inseguimento, ma poco dopo Laura perde il controllo della macchina e va a schiantarsi contro un guard rail, morendo sul colpo. Lorenza, sopravvissuta all'incidente, nei giorni successivi inizia a cercare i due scippatori e scopre un casale fatiscente abitato da numerosi immigrati. Alcune giovani suore affiancano dei volontari nell'assistenza agli immigrati, e Lorenza si propone come volontaria. Suor Marcella intuisce qualcosa di strano nel comportamento di Lorenza, finché un giorno le fa confessare il vero motivo della sua presenza al casale. Ma il giorno in cui si trova di fronte Ahmed, uno degli scippatori, il folle desiderio di vendetta riesplode violento. In preda ad una specie di delirio si reca di notte al casale per uccidere Ahmed. Ma ormai è troppo coinvolta, ha conosciuto sua moglie, il figlioletto Alì e nel momento cruciale non riesce a sparare. Lorenza lo denuncia alla polizia, ma non riesce a ritrovarsi nella vita di prima. Nel contatto con gli extracomunitari Lorenza ha intravisto i segni di una umanità calorosa, ricca di solidarietà disinteressata. Marcella aiuta Lorenza a capire che la vocazione spesso è nascosta in chi vi è destinato, e attende solo il momento di emergere. Quando questa scelta prende corpo, l'incredulità e lo sgomento travolgono la famiglia Del Monte. Anche Riccardo non capisce, ma in virtù dell'amore che prova per lei accetta un periodo di distacco. Il giorno in cui prende i voti nell'ordine, Lorenza è accompagnata dai suoi genitori, riconciliatisi, e da Riccardo.